# Joven sosteniendo una calavera
Joven sosteniendo una calavera es un cuadro del pintor neerlandés Frans Hals. Está realizado al óleo sobre lienzo. Mide 92,2 cm de alto y 80,8 cm de ancho. Fue pintado hacia 1626. En 1980 lo adquirió la National Gallery de Londres, Gran Bretaña, donde se exhibe con el título de Young Man holding a Skull (Vanitas).
Esta pintura no es un retrato, sino una alegoría de la vanidad, como recuerda la calavera que sostiene el joven, recuerdo de la transitoriedad de la vida y la certidumbre de la muerte. Este tipo de obra, muy popular en el Barroco, se conoce con el nombre de vanitas (palabra latina que significa ‘vanidad’), un nombre derivado de un verso en el Antiguo Testamento: «Vanidad de vanidades», dijo el Predicador; «todo es vanidad» (Eclesiastés, 12:8). La advertencia del cuadro es, por lo tanto, que se debe pensar en la muerte en todo momento, incluso durante la juventud.
Frans Hals sigue aquí un tema tradicional de la pintura holandesa: la representación de jóvenes con calaveras, como puede verse ya en grabados de principios del siglo XVI. Lo adoptaron también los caravagistas de la escuela de Utrecht, vistiendo a sus modelos con ropa exótica. No obstante, Hals se aparta de ellos en cuanto a que no adopta un fondo oscuro, sino claro, por lo que la figura no se desarrolla desde la oscuridad hacia la luz.
Destaca igualmente en esta pintura la habilidad del pintor a la hora de representar la mano, extendida, y el cráneo, ya en la superficie del cuadro.
En 1910 el historiador Cornelis Hofstede de Groot lo describió como un retrato de Hamlet sosteniendo la calavera de Yorick, pero en 1923 el crítico Wilhelm Valentiner puso en duda esa interpretación. En 1989 Seymour Slive lo comparó con otras vanitas neerlandesas de la época, y remarcó que en la década de 1620 las obras de Shakespeare no se representaban en los Países Bajos.

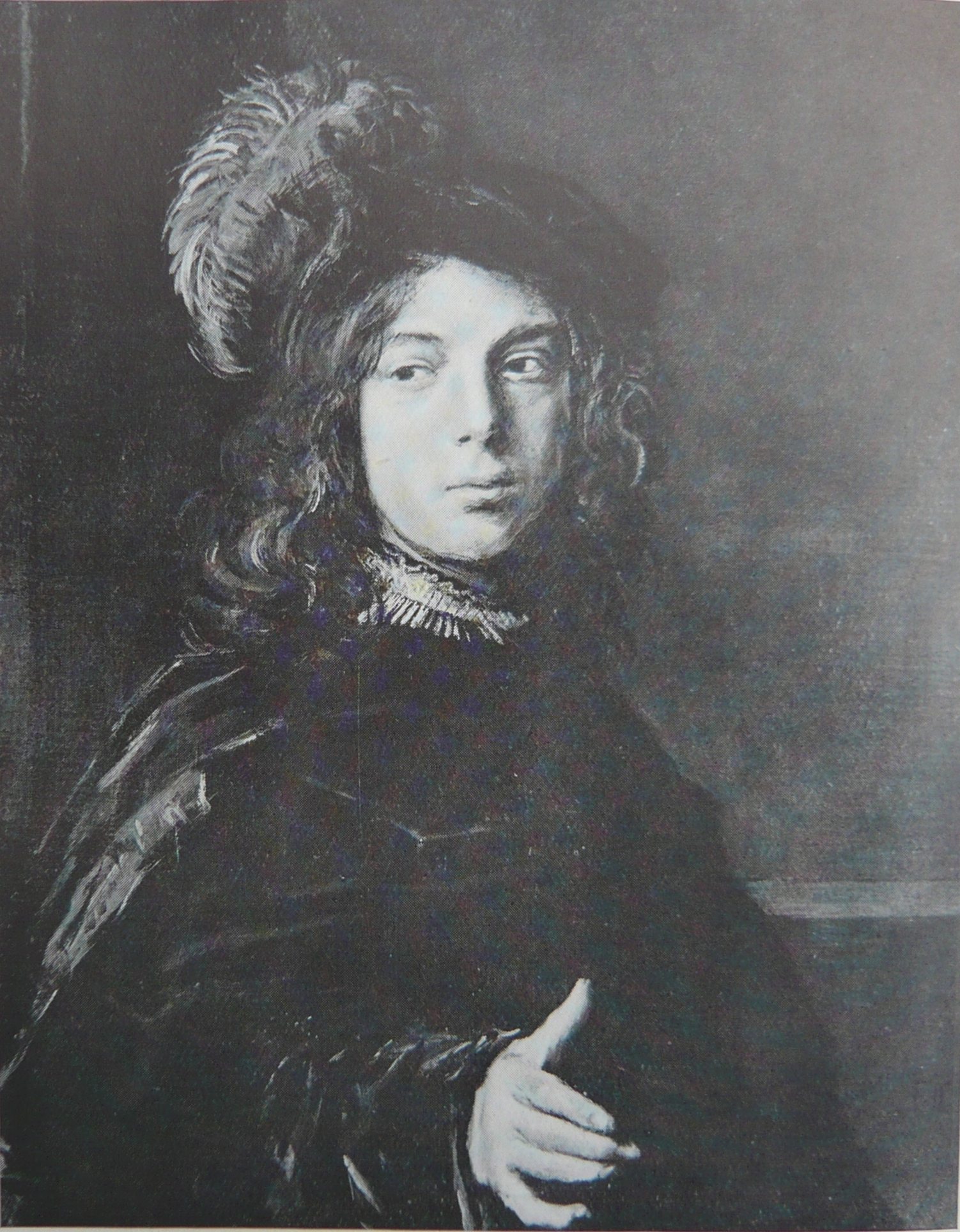
Frans Hals: Joven con sombrero de pluma (la calavera fue posteriormente removida)
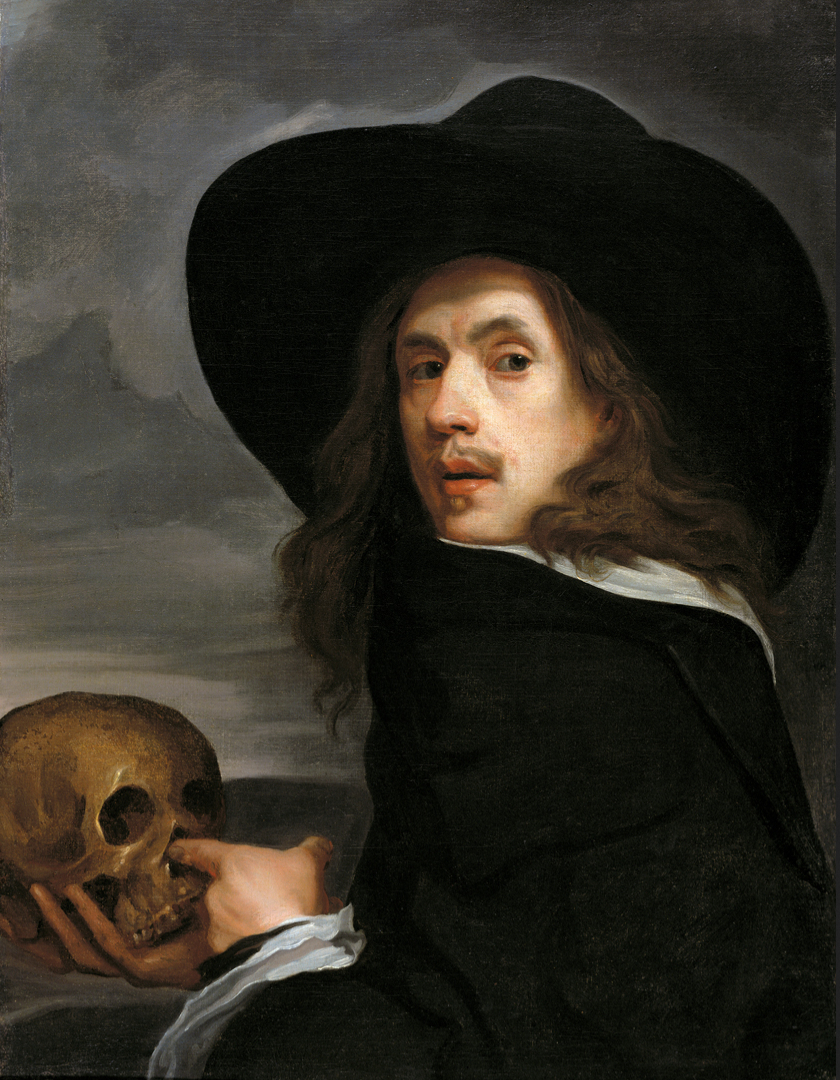
Michael Sweerts: Autorretrato (la calavera fue removida y posteriormente reintegrada)
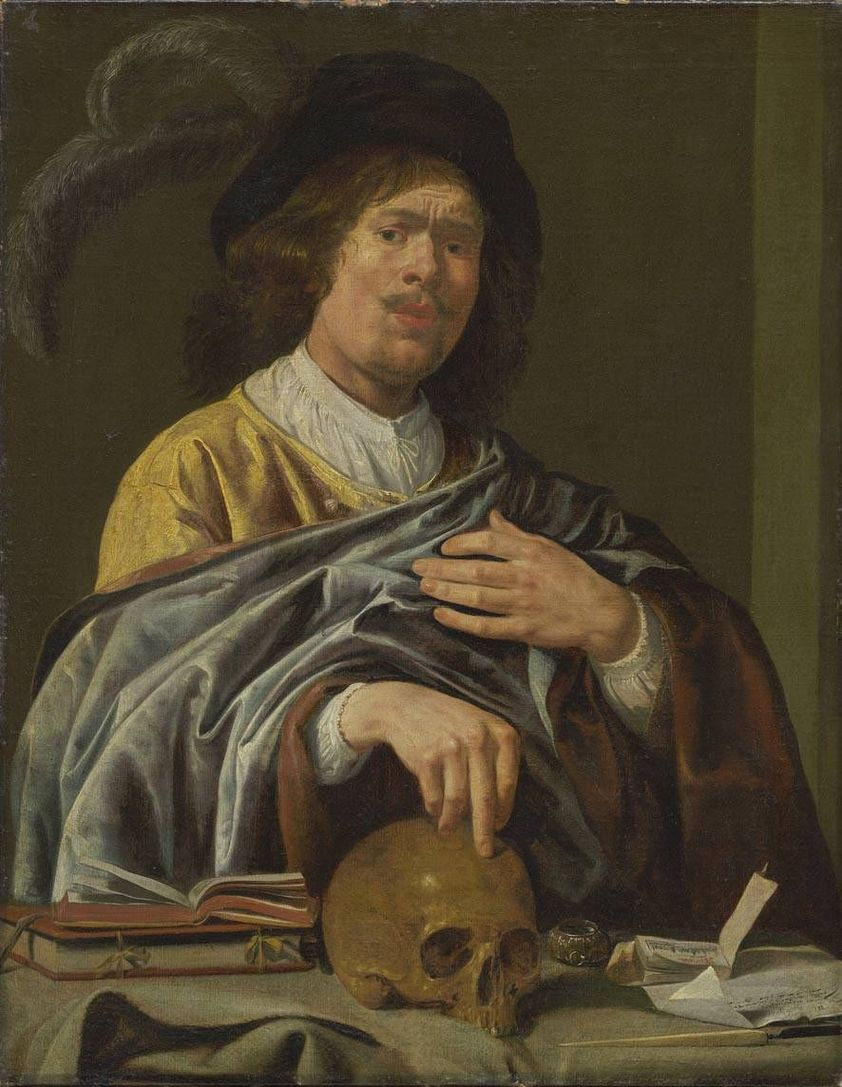
Jan Miense Molenaer: Autorretrato
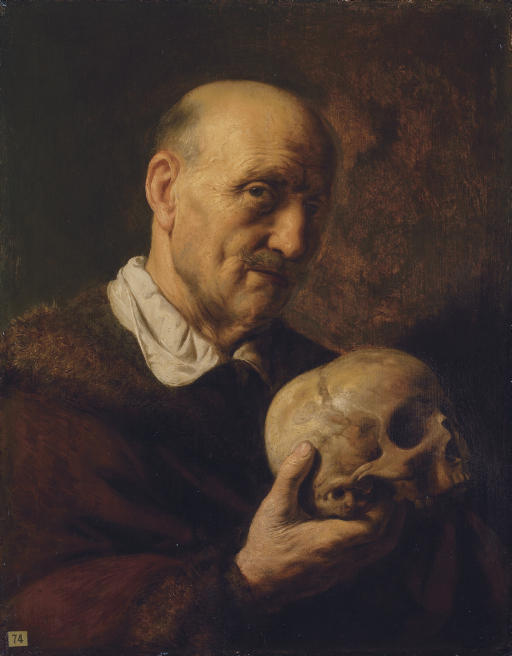
Jan Lievens: Viejo con calavera